# Никита Топия
Никита Топия (на албански: Niketa Topia, на латински: Nicetas Thopia) е средновековен албански аристократ, владетел на Круя.

## Биография
Никита Топия е син на Карло Топия от знатния род Топия. След смъртта на баща си, Никита управлява района на юг от Драч и воюва със сестра си Елена Топия за замъка Круя. През 1392 г. Никита превзема крепостта и става владетел на Круя и околностите ѝ. Елена Топия и съпругът ѝ Марко Барбариго ди Круя бягат в княжество Зета.
През 1394 г. османският султан назначава васала си Константин Балшич (който се жени за разведената Елена Топия) за владетел на Круя. През 1402 г. Балшич умира и Елена Топия отново започва да управлява крепостта.
През 1403 г. Никита Топия си връща Круя и обединява всички владения на рода Топия под свое управление.
Никита Топия поддържа добри отношения с Венецианската република, която цели да се създаде буферна зона между своите и османските владения.
В края на 1411 г. той претърпява тежко поражение от Теодор Корона Музаки. Той е пленен и с намесата на Република Дубровник е освободен, но е принуден да отстъпи част от земите си при река Шкумба на Музаки.

## Семейство
Никита Топия има брак с дъщеря на Комнин Арианити. Има дъщеря Мара Топия, омъжена през 1407 г. за княз Балша III.